# 도시마촌 (아이치현)
도시마촌(遠島村)은 아이치현 가이토군에 설치되었던 촌이다. 현재의 아마시에 해당한다.